# جيمس كارسون
جيمس كارسون (بالإنجليزية: James Carson)‏ هو مدير فني أمريكي، ولد في 1940، وتوفي في 1999.